# The Best of Everything (álbum)
The Best of Everything é um álbum de maiores sucessos com gravações feitas por Tom Petty,  incluindo canções com as bandas Tom Petty and the Heartbreakers, Mudcrutch e como artista solo. Foi lançado em 1 de março de 2019.

## Lançamento e promoção
A compilação deveria ser lançada originalmente em 2018, imediatamente após An American Treasure e a versão alternativa da faixa-título, The Best of Everything, lançada como o primeiro single, para streaming digital. For Real foi lançado como o segundo single. 
For Real foi gravado em agosto de 2000, quando Petty e os Heartbreakers foram ao estúdio de Bill Bottrell para gravar uma nova versão de "Surrender". "Surrender" foi colocado em Anthology: Through the Years, enquanto "For Real" permaneceu inalterado até 2019.

## Recepção
Ao escrever para a AllMusic, Stephen Thomas Erlewine diz que o álbum é "a melhor visão geral de - e talvez uma introdução a - Tom Petty reunido até hoje".

## Lista de músicas
Todas as músicas foram escritas por Tom Petty, exceto onde indicado. 
1. " Free Fallin ' " (Petty, Jeff Lynne) (de Full Moon Fever, 1989) - 4:15
2. "Mary Jane's Last Dance" (de Greatest Hits, 1993) - 4:32
3. " You Wreck Me " (Petty, Mike Campbell) (de Wildflowers, 1994) - 3:23
4. "I Won't Back Down" (Petty, Lynne) (de Full Moon Fever) - 2:56
5. "Saving Grace" (de Highway Companion, 2006) - 3:45
6. "You Don't Know How It Feels" (de Wildflowers) - 4:47
7. "Don't do me Like That" (de Damn the Torpedoes, 1979) - 2:41
8. "Listen to Her Heart" (de You're Gonna Get It!, 1978) - 3:02
9. "Breakdown" (de Tom Petty and the Heartbreakers, 1976) - 2:43
10. "Walls (Circus)" (de Songs and Music from "She's the One", 1996) - 4:24
11. "The Waiting" (de Hard Promises, 1981) - 3:57
12. "Don't Come Around Here no More" (Petty, David A. Stewart) (de Southern Accents, 1985) - 5:04
13. " Southern Accents" (de Southern Accents) - 4:43
14. "Angel Dream (No. 2)" (de Songs and Music from "She's the One") - 2:26
15. "Dreamville" (do The Last DJ, 2002) - 3:47
16. "I Should Have Known It" (de Mojo, 2010) - 3:39
17. "Refugee" (Petty, Campbell) (de Damn the Torpedoes) - 3:20
18. "American Girl" (de Tom Petty and the Heartbreakers) - 3:33
19. "The Best Everything" (versão alternativa, versão original da Southern Accents) - 5:26
20. "Wildflowers" (de Wildflowers) - 3:11
21. "Learning to Fly" (Petty, Lynne) (de Into the Great Wide Open, 1991) - 4:01
22. "Here Comes My Girl" (Petty, Campbell) (de Damn the Torpedoes) - 4:24
23. "The Last DJ" (do The Last DJ) - 3:30
24. "I Need to Know" (de You're Gonna Get It!) - 2:23
25. "Scare Easy" (Mudcrutch, 2008) - 4:36
26. "You Got Lucky" (Petty, Campbell) (de Long After Dark, 1982) - 3:32
27. "Runnin 'Down a Dream" (Petty, Lynne, Campbell) (Full Moon Fever) - 4:22
28. "American Dream Plan B" (Hypnotic Eye, 2014) - 3:00
29. "Stop Draggin' My Heart Around" (com Stevie Nicks) (Petty, Campbell) (do álbum de Nicks, Bella Donna, 1981) - 4:03
30. "Trailer" (de Mudcrutch 2, 2016) - 3:19
31. "Into the Great Wide Open" (Petty, Lynne) (de Into the Great Wide Open) - 3:42
32. "Room at the Top" (de Echo, 1999) - 5:01
33. "Square One" (de Highway Companion) - 3:26
34. "Jammin' Me" (Petty, Campbell, Bob Dylan ) (de Let Me Up (I've Had Enough), 1987) - 4:03
35. " Even the Losers " (de Damn the Torpedoes ) - 3:35
36. "Hungry No More" (de Mudcrutch 2) - 5:56
37. "I Gorgive It All" (de Mudcrutch 2) - 4:14
38. "For Real" (inédito, gravado em agosto de 2000) - 3:52

## Pessoal
Tom Petty and the Heartbreakers
- Ron Blair - baixo, vocal de apoio
- Mike Campbell - guitarra principal
- Howie Epstein - baixo, vocal de apoio
- Steve Ferrone - bateria, percussão, vocais de fundo
- Stan Lynch - bateria, vocal de acompanhamento
- Tom Petty - vocal e backing vocal; piano; teclados; violão e guitarra elétrica; harmônica; bateria em "Saving Grace"
- Benmont Tench - teclados, vocais de fundo
- Scott Thurston - guitarra, piano, teclados, gaita, vocais de apoio

Mudcrutch
- Mike Campbell - guitarra principal
- Tom Leadon - guitarra e vocais de apoio nas faixas "Scare Easy", "Hungry No More" e "I Forgive It All"
- Randall Marsh - bateria, percussão e backing vocal nas faixas "Scare Easy", "Hungry No More" e "I Forgive It All"
- Tom Petty - vocal e backing vocal, baixo em "Scare Easy", "Hungry No More" e "I Forgive It All"
- Benmont Tench - teclados, vocais de fundo

Músicos adicionais
- Lindsey Buckingham - vocal de apoio em "Walls (Circus)"
- Lenny Castro - percussão
- Donald "Duck" Dunn - baixo em "Stop Draggin 'My Heart Around"
- George Harrison - backing vocal e violão em "I Won't Back Down"
- Phil Jones - percussão
- Jeff Lynne - baixo, guitarra, vocal de apoio
- Stevie Nicks - vocal em "Stop Draggin 'My Heart Around"

Produção
- Bill Bottrell
- Mike Campbell
- Denny Cordell
- George Drakoulias
- Jimmy Iovine
- Jeff Lynne
- Tom Petty
- Robbie Robertson
- Dave Stewart
- Rick Rubin
- Noah Shark